# Terreña
Pour les articles homonymes, voir Terrena.
La terreña est une race bovine basque espagnole.

## Origine
Elle est originaire du Pays basque espagnol. On l'a retrouve principalement dans les provinces de Biscaye et Gipuzkoa. Cependant certaines images d'archive laisse à penser qu'elle aurait été également élevée en pays basque Nord.
Race rare, elle présente de grandes ressemblances avec la Tudanca et la Monchina. Les effectives étaient en diminution en 1999 (220 vaches pour 9 taureaux). Un livre généalogique a été ouvert en 2001 pour tenter de la sauvegarder. Seules 70 vaches y sont inscrites. La semence de quatre mâles a été congelée.
On estime aujourd'hui la population à 2000 vaches.

## Morphologie
Elle porte une robe brune à nuances plus claires sur la ligne dorsale. On dit que qu'and la vache baisse la tête c'est comme si elle avait le bas du corps mouillé ou boueux. Les cornes sont en lyre chez les vaches et en demi lune chez les taureaux avec l'extrémité noire.

## Aptitudes

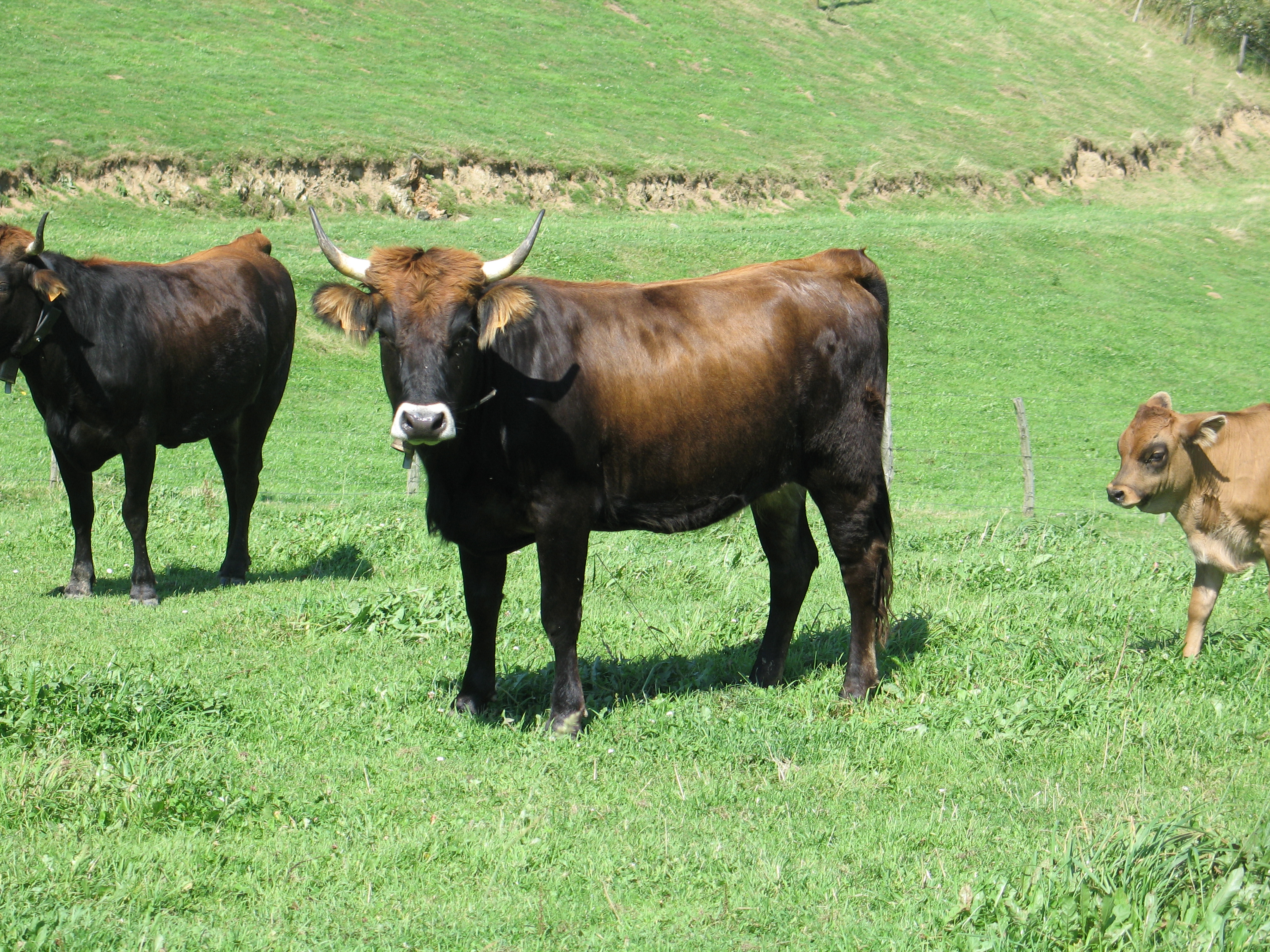
Terreña au pâturage

C'est une ancienne race de travail reconvertie en vache allaitante. C'est une vache très prolifique qui manque de conformation par rapport aux autres races allaitantes. Elle est donc souvent croisée avec des taureaux de races bouchères. Cela limite le bon renouvellement des reproducteurs, essentiels à la sauvegarde de la race. 

Rustique et de bonne longévité, elle est capable de parcourir de grande distance pour trouver eau et alimentation. Cela en fait une race qui exploite bien un milieu où les autres races bouchères auraient du mal à se nourrir convenablement. En race pure, la viande est reconnue pour sa texture très tendre et son goût.
La race a conservé de son passé d'animal de traction une grande docilité ce qui rend son élevage en liberté facile.  

## Mode d'élevage
Dans les provinces de Gipuzkoa et de Biscaye, les animaux sont élevés en semi liberté sur les montagnes durant toute la saison estivale. Elles redescendent en étable et sur les prairies des vallées pour passer l'hiver.

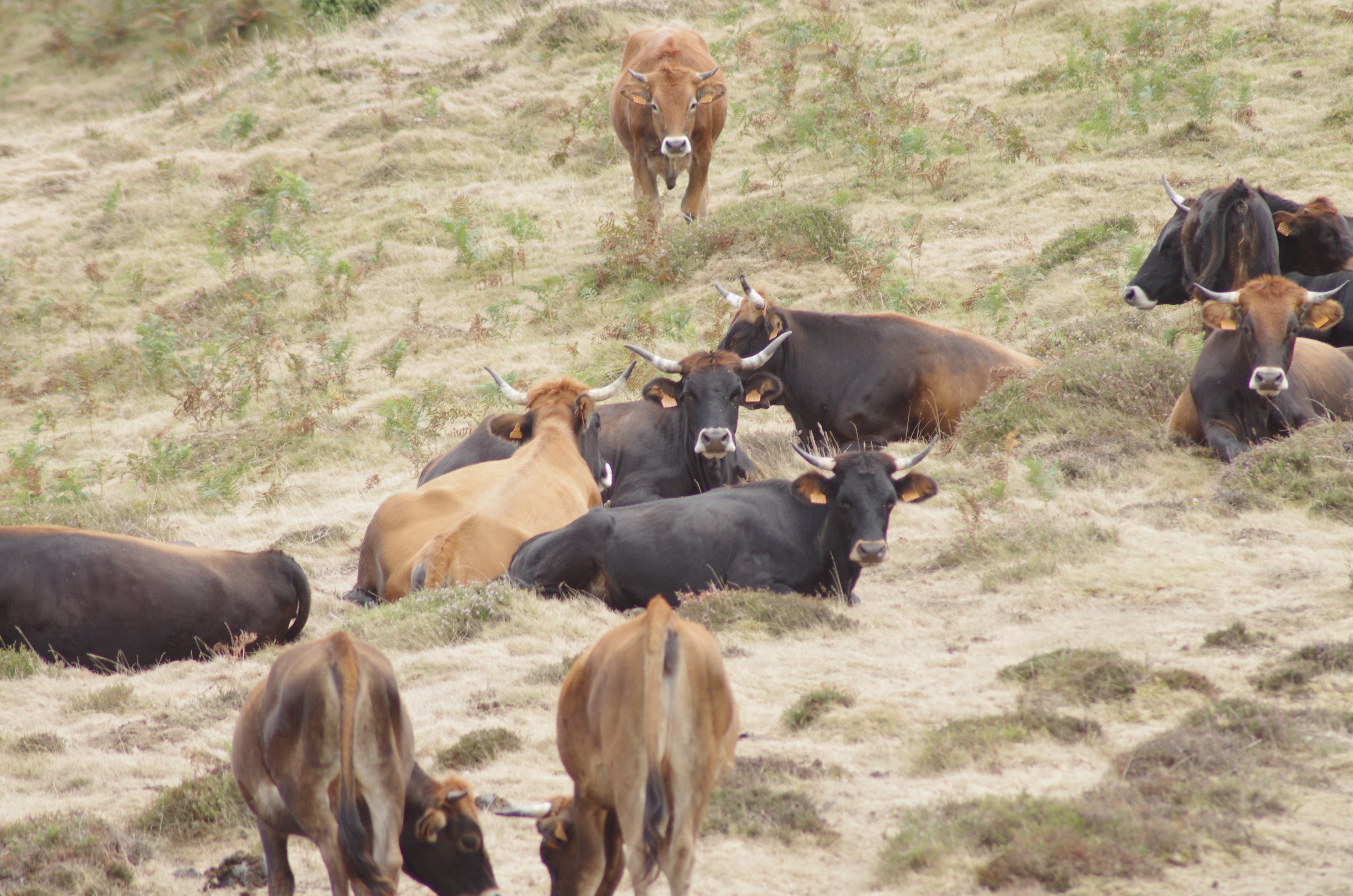
Groupe de vaches Terreña sur l'estive du Baïgura, Pays Basque Nord

## A l'étranger
Cette race rustique et adaptable pourrait être une bonne solution pour lutter contre la fermeture des milieux en zones montagneuses. C'est d'ailleurs dans ce cadre qu'elle a été introduite en Pays Basque Nord sur le Mont Baïgura. 